# Tantely Andrianarivo

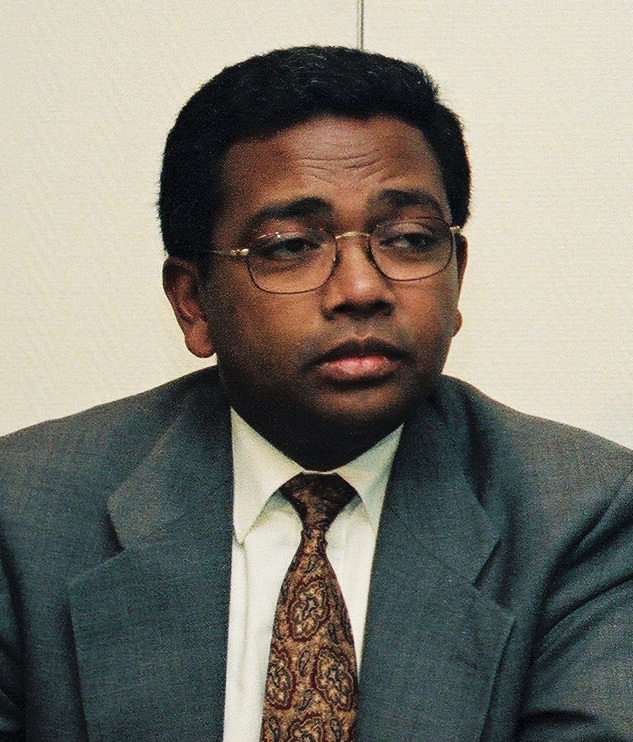
Tantely Andrianarivo (1997)

René Tantely Gabrio Andrianarivo (* 25. Mai 1954 in Ambositra, Amoron’i Mania; † 31. August 2023 in Paris) war ein madagassischer Politiker. Vom 23. Juli 1998 bis zum 31. Mai 2002 war er während der Präsidentschaft Didier Ratsirakas Premierminister von Madagaskar.

## Leben
Tantely Andrianarivo war während der ersten Amtszeit Didier Ratsirakas in der Zeit der zweiten Republik Minister für Industrie, Energie und Bergbau. Nachdem Ratsiraka 1997 erneut die Präsidentschaft übernommen hatte, wurde Tantely Andrianarivo zu einem von drei stellvertretenden Premierministern ernannt und übernahm das Ressort für Wirtschaft und Finanzen. Nach den Parlamentswahlen im Mai 1998 ernannte ihn Ratsiraka zum Premierminister.
Nachdem Ratsiraka den knappen Wahlsieg des Oberbürgermeisters von Antananarivo, Marc Ravalomanana, bei den Präsidentschaftswahlen im Dezember 2001 durch Manipulationen zu verhindern versuchte, rief Andrianarivo im Februar 2002 den von Ratsiraka verhängten Ausnahmezustand aus. Während der bürgerkriegsähnlichen Auseinandersetzungen zwischen der abgewählten Regierung und Ravalomananas Anhängern wurde Andrianarivo am 27. Mai 2002 verhaftet und im Dezember des folgenden Jahres wegen Unterschlagung und Amtsmissbrauch zu 12 Jahren Zwangsarbeit und einer Geldstrafe in Höhe von etwa 7 Millionen US-Dollar verurteilt. Das Verfahren wurde von Amnesty International als irregulär kritisiert. Der neue Präsident Ravalomanana gab in einer Ansprache zum Jahresende 2003 bekannt, dass Tantely Andrianarivo die Möglichkeit medizinischer Behandlung im Ausland eingeräumt würde. Andrianarivo hielt sich seither im Exil in Frankreich auf. Nach der Einstellung eines Geldwäscheverfahrens durch die Schweizer Bundesanwaltschaft wegen fehlender Beweise erhielt Tantely Andrianarivo im Mai 2007 Zugriff auf bis dahin eingefrorene Gelder in Höhe von 2,8 Millionen Schweizer Franken, die auch die Regierung Madagaskars beanspruchte.